# St-Jean de Montmartre

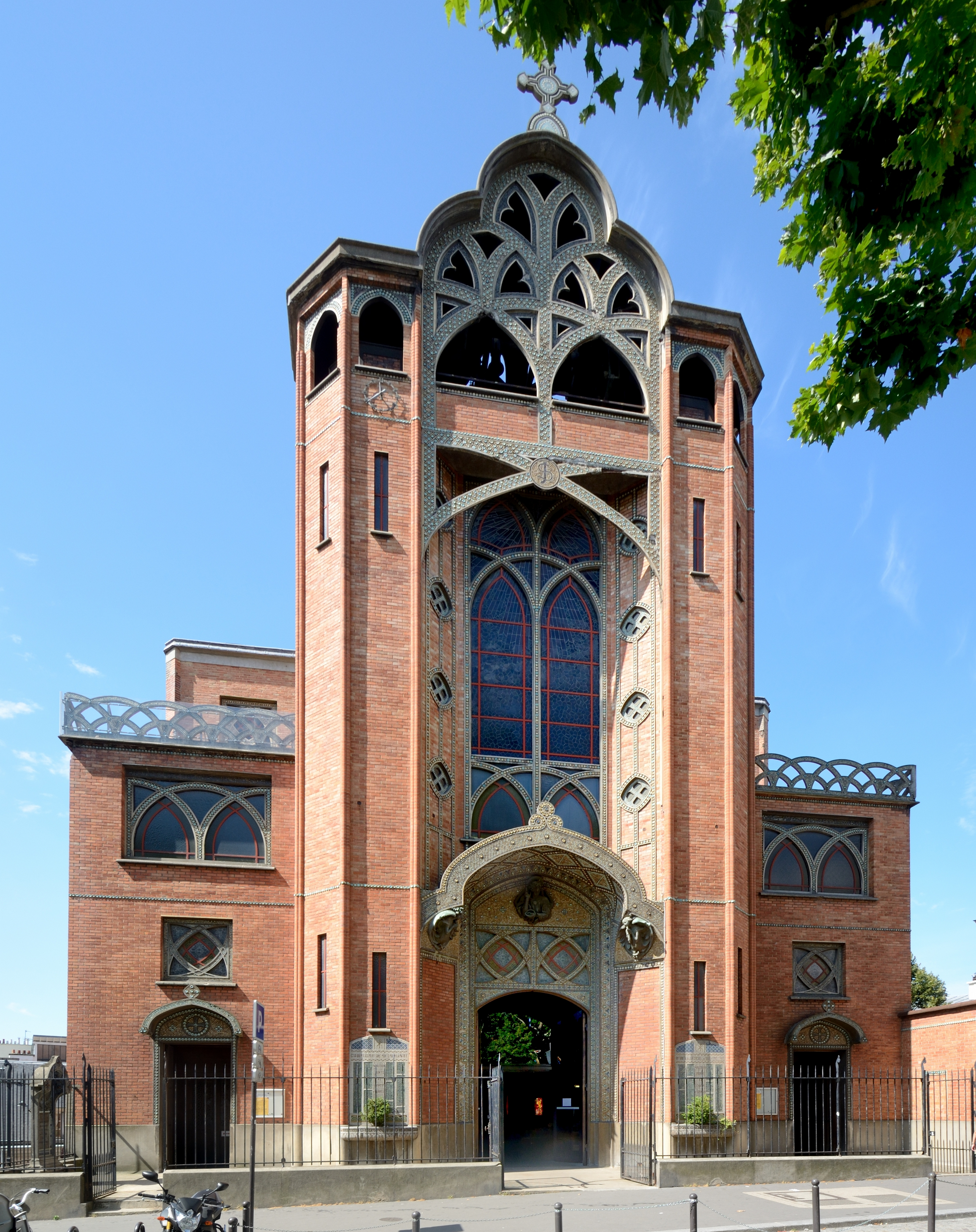
Katholische Pfarrkirche Saint-Jean de Montmartre, Ansicht von Nordosten

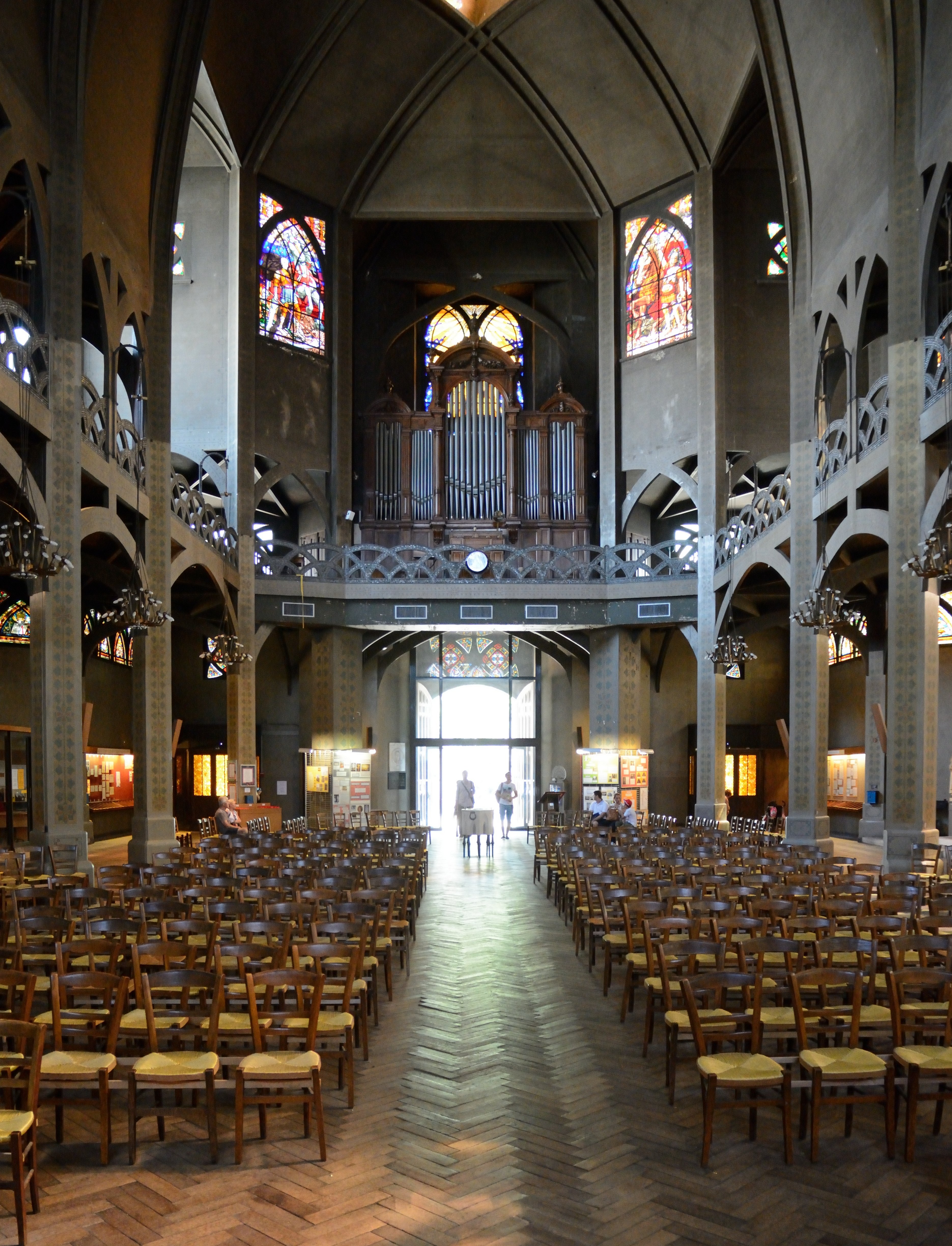
Innenraum

Die römisch-katholische Pfarrkirche Saint-Jean de Montmartre, auch Saint-Jean l’Évangeliste genannt, wurde zwischen 1894 und 1904 errichtet und gilt als der erste Sakralbau in Stahlbetonbauweise. Die Kirche ist neben Saint-Pierre eine der beiden Pfarrkirchen von Montmartre. Die Kirche steht in der Rue des Abbesses Nr. 19, auf der „butte“, dem Hügel von Montmartre, im 18. Arrondissement von Paris. Die nächste Metrostation ist die Station Abbesses der Linie 12.

## Geschichte
Der Bau der Kirche geht auf die Initiative des Pfarrers Sobaux zurück, der die baufällige Pfarrkirche Saint-Pierre de Montmartre durch ein größeres und besser gelegenes Gebäude ersetzen wollte. Aus einem Wettbewerb ging ein Entwurf von Edouard Bérard hervor, der die Kirche als Betonbau nach dem System von François Hennebique errichten wollte. Verwirklicht wurde eine kostengünstigere Variante, die Anatole de Baudot (1834–1915), Diözesanbaumeister verschiedener Diözesen und Schüler von Eugène Viollet-le-Duc und Henri Labrouste, vorschlug. Er wählte eine damals neuartige, von dem Ingenieur Paul Cottancin (1865–1928) konzipierte Stahlbetonbauweise. Dabei wurden Hohlblocksteine aus Ziegel verwendet, durch die Eisenstangen gezogen und anschließend mit Zement vergossen wurden. Nach außen war nur der Ziegel zu sehen, tatsächlich aber trug der Eisenbeton das Gebäude. Diese Methode erlaubte sehr dünne tragende Wände und Pfeiler.
1894 begannen die Arbeiten, die allerdings vier Jahre später zunächst eingestellt werden mussten, da Zweifel an der Standsicherheit der Konstruktion aufgekommen waren. Es kam zu einem Prozess wegen der Verletzung von Bauvorschriften und die bereits errichteten Teile sollten zunächst wieder abgerissen werden. Vor allem gegen die nur 7 cm dicke Betondecke und die 25 m hohen quadratischen Pfeiler mit nur 50 cm Seitenlänge gab es Bedenken. Erst 1902 konnten die Arbeiten fortgesetzt und die Kirche 1904 fertiggestellt werden.
1966 wurde Saint-Jean de Montmartre in die Liste der Monuments historiques aufgenommen.

## Architektur

### Außenbau

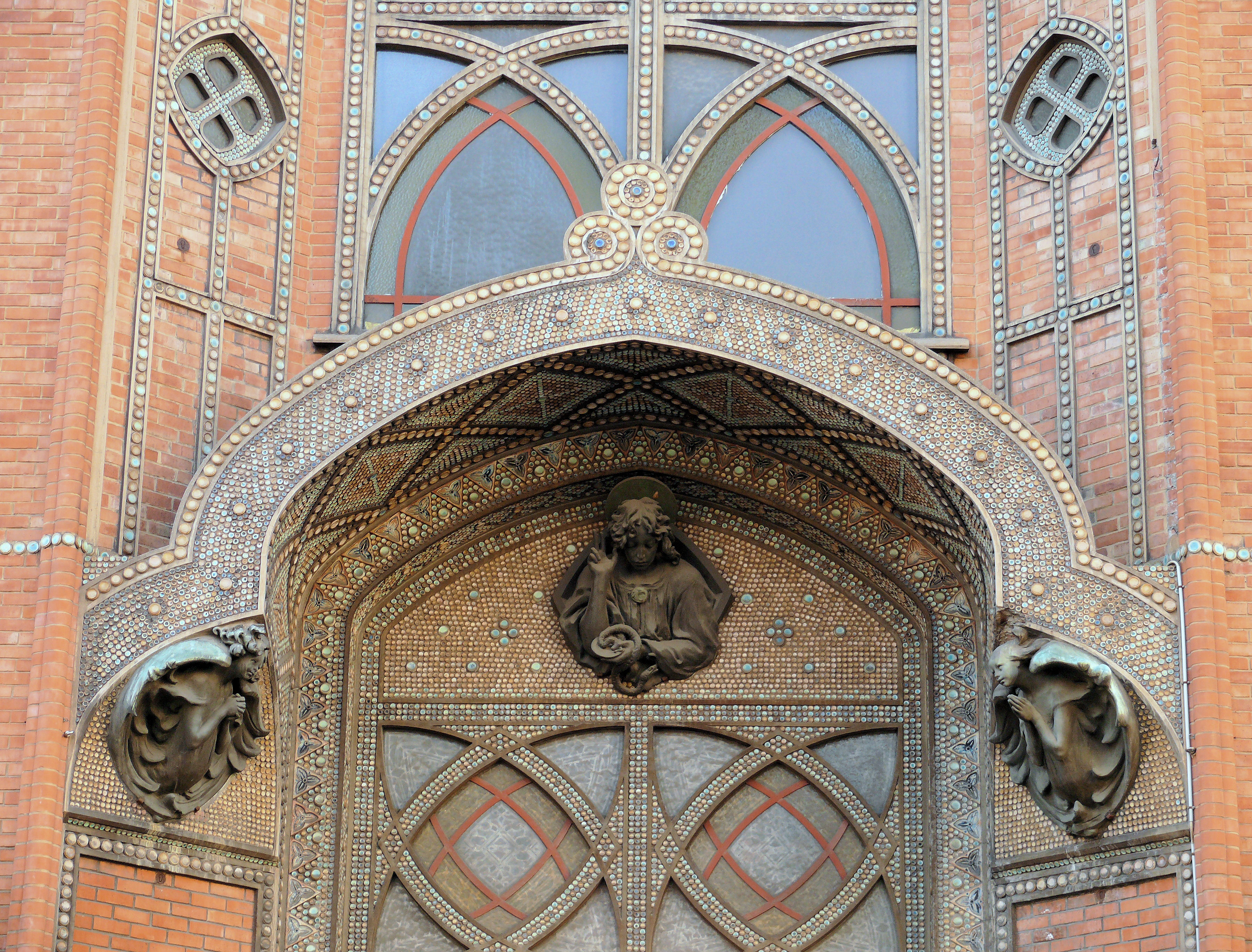
Nordportal

Die Außenfassade der Kirche ist vollständig mit Ziegeln verkleidet, der Stahlbeton ist im Inneren der Hohlblocksteine kaschiert. Waagrecht und senkrecht verlaufende Bänder kleiner glasierter Keramikfliesen bilden einen farblichen Schmuck und umrahmen das Portal und die Fenster. Sie verweisen auf den Jugendstil und wurden von dem Keramiker Alexandre Bigot (1862–1927) ausgeführt.
Die Nordfassade wird geprägt durch den mächtigen Glockenturm, in dem sich der Haupteingang befindet und den zwei schmale achteckige Treppentürme flankieren. Das Tympanon ist mit einem Bronzerelief mit geometrischen Motiven und einer Büste des Evangelisten Johannes, des Schutzpatrons der Kirche, versehen. Es wurde wie die beiden Engel am Portalbogen von Pierre Roche (1855–1922) geschaffen.
Aufgrund der stark abfallenden Hanglage des Grundstücks der Kirche, wurde unter dem hangseitigen Chor im Süden eine etwa 10 Meter hohen Unterkirche errichtet.

### Innenraum
An den Vorraum schließt sich das in fünf ungleiche Joche gegliederte dreischiffige Langhaus an, das im Süden in einen rechteckigen Chor mündet. Auf der Höhe des zweiten und vierten Joches öffnen sich die beiden Querhäuser, die nicht über die Seitenschiffe hinausragen.

## Bleiglasfenster

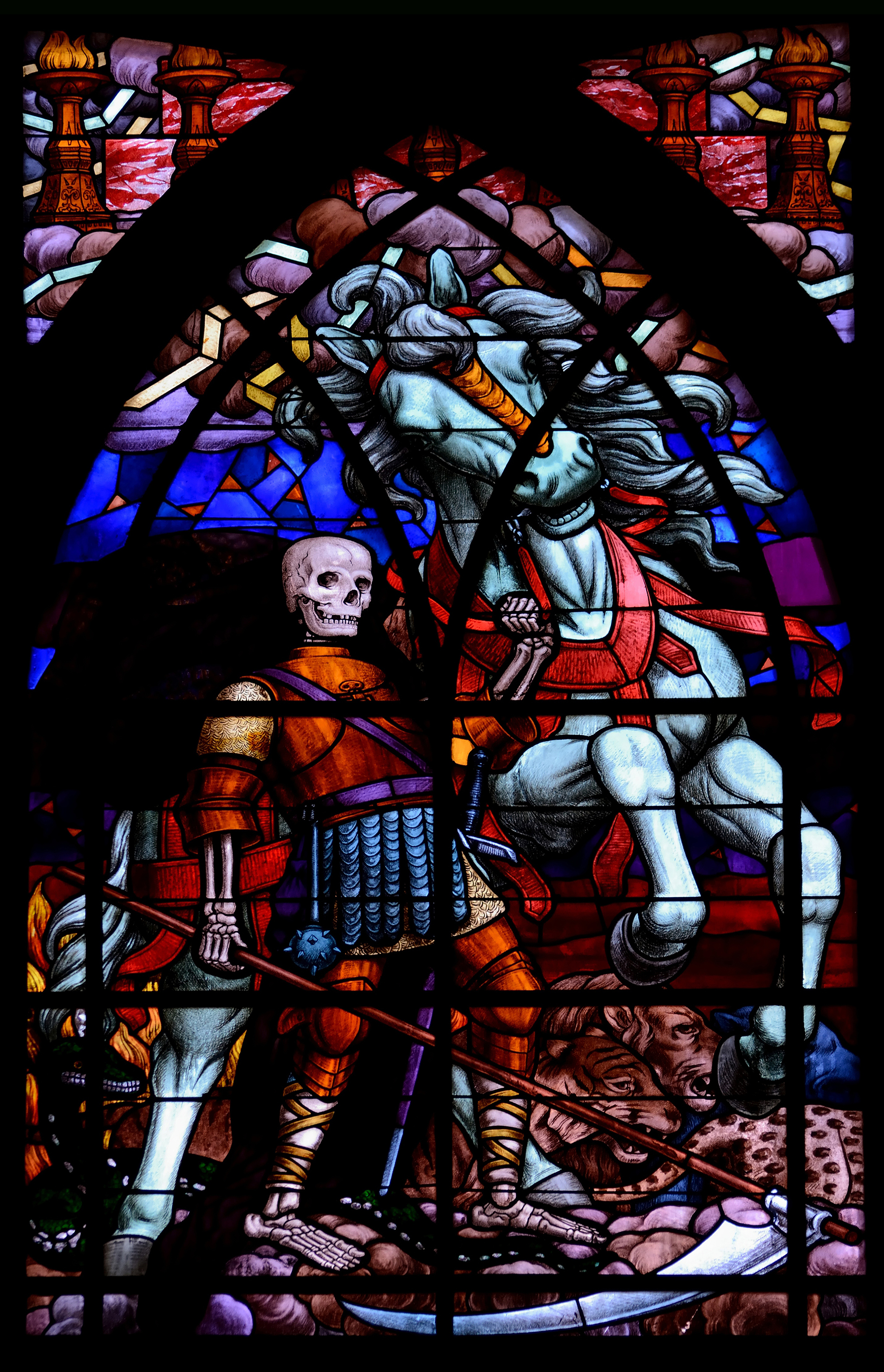
Bleiglasfenster Apokalyptischer Reiter

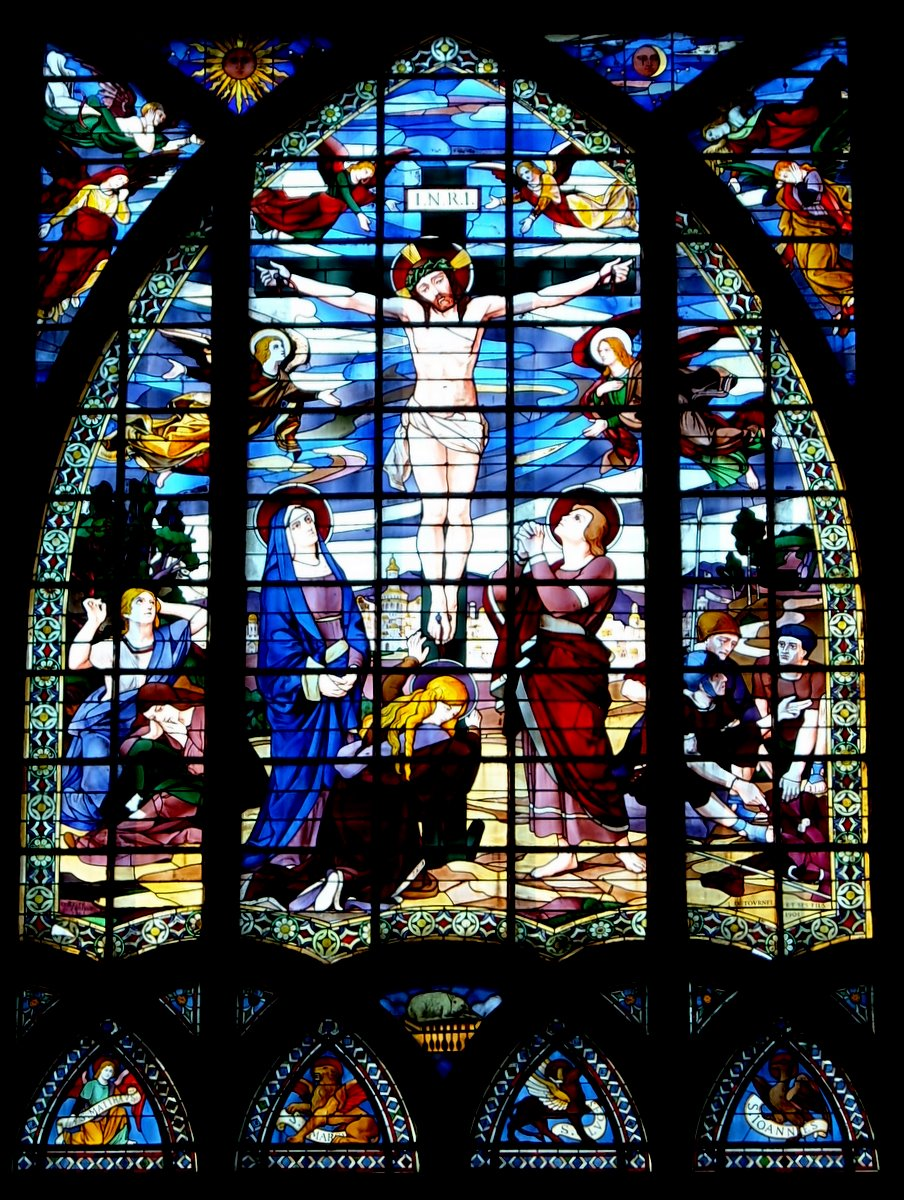
Apsisfenster mit der Darstellung der Kreuzigung Christi, darunter die vier Wesen der Apokalypse und das Lamm auf dem Buch mit sieben Siegeln

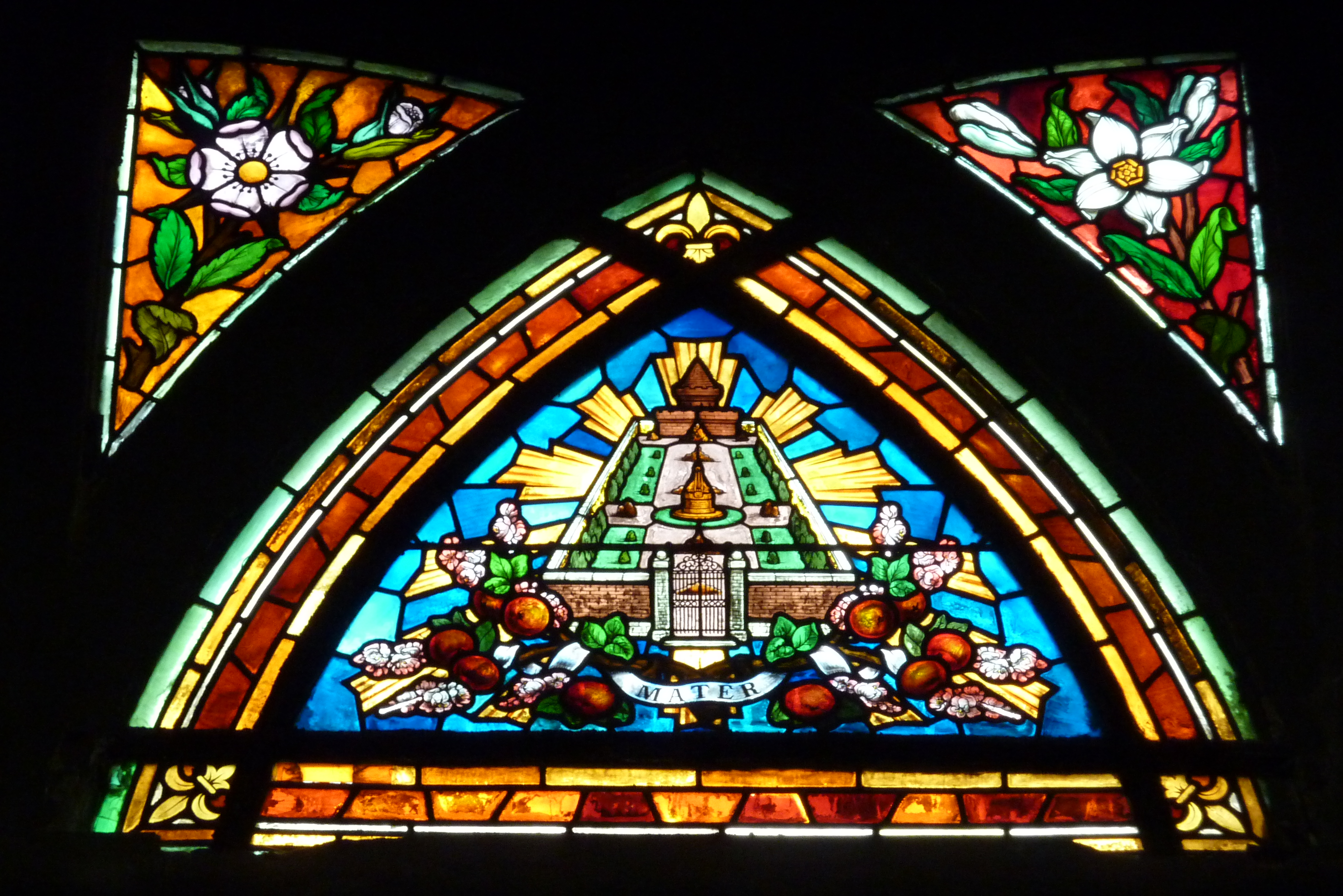
Fenster mit Mariensymbol Hortus conclusus

Das zentrale Fenster der Apsis wurde 1906 von Léon Tournel geschaffen und stellt die Kreuzigung Christi dar. Zu beiden Seiten des Kreuzes stehen Maria und der Apostel Johannes, der Lieblingsjünger Jesu. Am Fuß des Kreuzes kniet Maria Magdalena. Auf der rechten Seite würfeln Soldaten um die Kleider Jesu. Auf den unteren Fenstern wird – umgeben von den vier Wesen der Apokalypse – das Lamm Gottes auf dem Buch mit sieben Siegeln dargestellt.
Die drei großen Fenster der Querhäuser wurden zwischen 1918 und 1920 von Jac Galland nach Kartons von Pascal Blanchard (1861–1945) ausgeführt. Sie stellen die wunderbare Brotvermehrung, die Ehebrecherin, die Jesus vor der Steinigung rettet, und die Auferweckung des Lazarus dar.
Auch die kleineren Seitenschifffenster wurden von Jac Galland nach Zeichnungen von Pascal Blanchard geschaffen. Sie beziehen sich auf Mariensymbole wie das Bild des Hortus conclusus, bei dem ein umfriedeter Garten die Jungfräulichkeit Mariens versinnbildlicht, oder auf die Lauretanische Litanei, in der Maria als Spiegel der Gerechtigkeit, Sitz der Weisheit, kostbarer Kelch, geheimnisvolle Rose, elfenbeinerner Turm, Pforte des Himmels oder als Morgenstern bezeichnet wird.
Auf den Fenstern in den Zwickeln der beiden Kuppeln über dem Hauptschiff werden die Evangelistensymbole (Löwe, Stier, Adler und menschliche Gestalt mit Flügeln) dargestellt sowie der zweite und vierte Apokalyptische Reiter. In der Offenbarung des Johannes erscheint nach dem Öffnen des zweiten Siegels ein blutrotes Pferd und ein Reiter mit einem Schwert in der Hand. Der vierte Reiter ist als Totengerippe mit Sense dargestellt, der ein fahles Pferd führt.

## Orgel

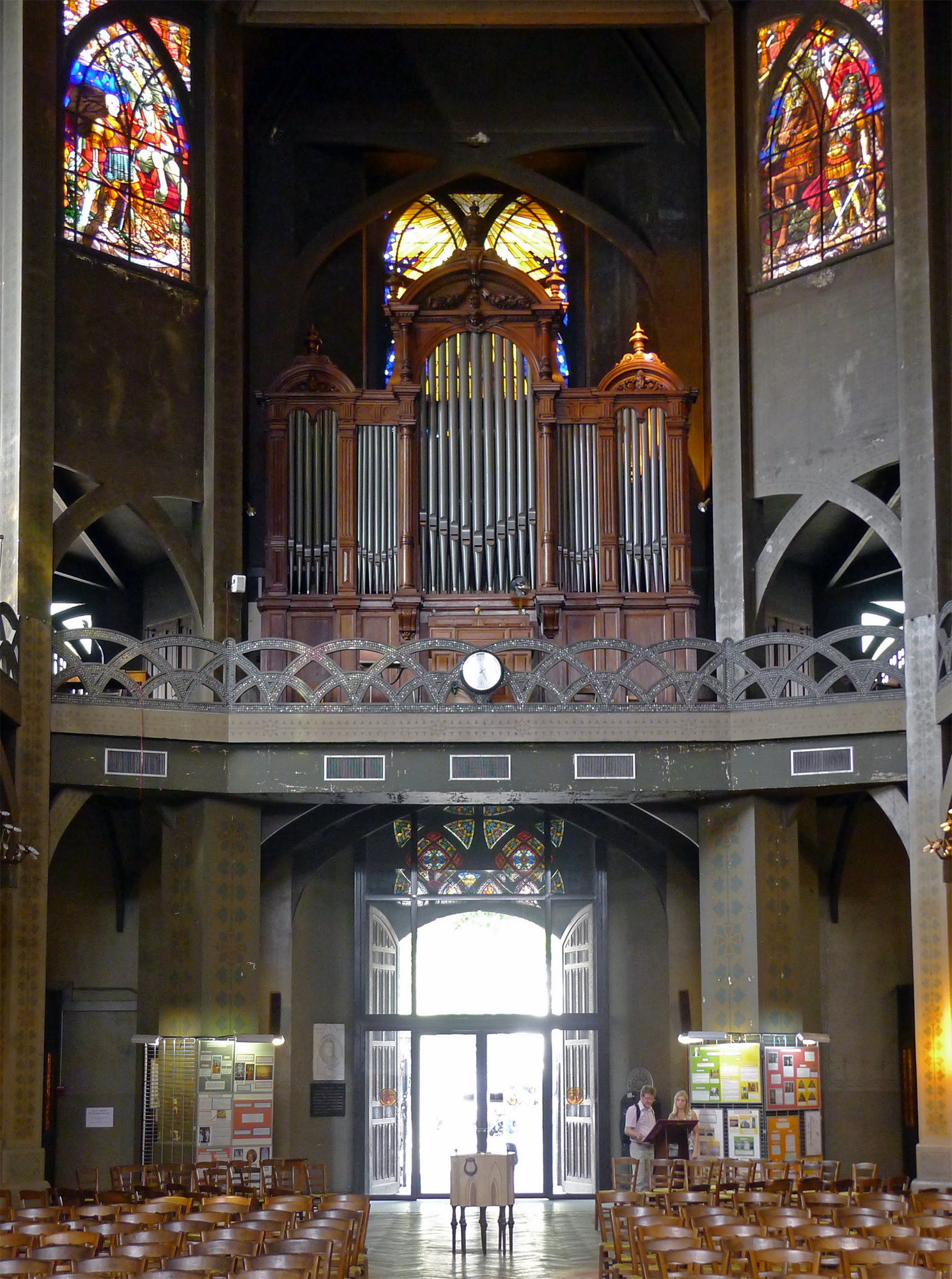
Blick auf die Hauptorgel

Die Orgel wurde 1852 von Aristide Cavaillé-Coll angefertigt und 1910 von dem Orgelbauer Charles Mutin in der Kirche Saint-Jean de Montmartre eingebaut. Das Instrument wurde im Laufe des 20. Jahrhunderts mehrfach durch den Orgelbauer Gutschenritter erweitert und zuletzt von dem Orgelbauer Yves Fossaert im Jahre 2010 restauriert. Das Instrument hat 28 Register, darunter drei Transmissionen, auf zwei Manualen und Pedal. Die Trakturen sind mechanisch.
| I Grand Orgue C–g3 |                  |     |
| 1.                 | Bourdon          | 16′ |
| 2.                 | Bourdon          | 08′ |
| 3.                 | Salicional       | 08′ |
| 4.                 | Flûte harmonique | 08′ |
| 5.                 | Montre           | 08′ |
| 6.                 | Prestant         | 04′ |
| 7.                 | Plein-jeu II-V   |     |
| 8.                 | Trompette        | 08′ |

| II Récit expressif C–g3 |                   |        |     |
| 09.                     | Quintaton         | 16′    | (n) |
| 10.                     | Cor de nuit       | 08′    |     |
| 11.                     | Gambe             | 08′    |     |
| 12.                     | Voix céleste      | 08′    |     |
| 13.                     | Flûte traversière | 08′    |     |
| 14.                     | Flûte octaviante  | 04′    |     |
| 15.                     | Nasard            | 02 ⁄3′ | (n) |
| 16.                     | Octavin           | 02′    | (n) |

| Fortsetzung |                 |         |     |
| 17.         | Tierce          | 01 3⁄5′ | (n) |
| 18.         | Basson          | 16′     | (n) |
| 19.         | Voix humaine    | 08′     |     |
| 20.         | Basson-hautbois | 08′     |     |
| 21.         | Trompette       | 08′     |     |
| 22.         | Clairon         | 04′     | (n) |
|             | Trémolo         |         |     |

| Pédale C–f1 |                    |     |
| 23.         | Flûte              | 16′ |
| 24.         | Soubasse (= Nr. 1) | 16′ |
| 25.         | Flûte (= Nr. 4)    | 08′ |
| 26.         | Bourdon (= Nr. 2)  | 08′ |
| 27.         | Bombarde           | 16′ |
| 28.         | Basse              | 08′ |

- Koppeln: II/I (auch als Suboktavkoppel), I/P, II/P
- Anmerkung:

(n) = Register aus der Zeit nach Cavaillé-Coll.